# 乌戈·洛卡泰利
乌戈·洛卡泰利（義大利語：Ugo Locatelli，1916年2月5日—1993年5月28日），意大利男子足球运动员。他曾代表意大利国家队参加1936年夏季奥林匹克运动会足球比赛，获得金牌。